# 현대 리베로
현대 리베로(Hyundai Libero)는 현대자동차가 생산하였던 승용형 화물차이다.

## 1세대(SR)

### 리베로 (2000년3월~2008년1월)
2000년 3월에 출시되었다. 스타렉스(A1)의 후륜구동 플랫폼을 활용하여 개발되었으며, 국산 소형 화물차 최초로 운전석 에어백(선택 적용)도 적용되었다. 엔진은 2.5L 디젤 터보 엔진(D4BF 85마력), 2.5L 디젤 터보 인터쿨러 엔진(D4BH 103마력), V6 3.0L SOHC LPG 엔진 등이 있으며, 수출용에 한하여 V6 3.0L 시그마 가솔린 엔진도 있었다. 하지만 2.5L 디젤 터보 인터쿨러 엔진은 후에 2.5L 커먼레일 디젤 엔진으로 대체되었다. 포터의 단점을 개선하였음에도 경제성과 기동성의 문제로 인기를 끌지 못하였고 결국 판매 부진으로 인하여 2007년 12월에 생산이 중단된 후, 2008년 1월에 남은 재고들이 다 판매되는 대로 포터에 통합되는 형식으로 단종되었다. 하지만 정비성이 높아 견인차로 인기가 많았다. 일본에서는 공식적으로 진출하지는 않았지만, 그레이 임포터를 통해 캠핑카 모델로 병행 수출되었으며, 미쓰비시에서 이미 동명의 상표를 등록한 상태여서 현대 SRX라는 명칭으로 수출되었다. 단종 16년 만인 2024년 4월 24일에 스타리아를 기반으로 개발한 섀시캡 타입 EV 트럭인 ST1이 리베로의 자리를 사실상 대체하는 차종으로 공개되었다.

#### 라인업
- SR
- 프로
- SRX

## 역대 슬로건

### 1세대(SR)
- 1톤 리무진 (리베로)

## 경쟁 차종
- 현대자동차 - 포터
- 기아자동차 - 봉고
- 삼성자동차 - 야무진 SV110